# 温泉アザラシ
温泉アザラシ（おんせんアザラシ）は、神奈川県の箱根園水族館で飼育されているオスのバイカルアザラシの「ビリー」のことである。2009年、温泉に浸かる人のような演技を行い、“温泉アザラシ”として知られるようになった。ビリー君と呼ばれる。

## 経歴
温泉アザラシとは、池の中で前脚でとっくりを置いた木製のたらいをつかみ、頭の上に日本手拭をのせ、あたかも温泉に入っているような格好をするアザラシのことである。演技を行うビリーはこの演技で知られるようになった。
ビリーは「BAIKAL（バイカル）」の "B" から命名された。2004年にロシアに産まれる。バイカルアザラシは他のアザラシに比べて物音や足音に敏感であり、とても臆病で警戒心が強く、その警戒心を解くのに他の動物の数倍の時間がかかるといわれ、このため、演技を教えるのは難しいと考えられていた。飼育員の服が変わっただけで近寄ってこないほどの臆病なため、最初は、その警戒心を解くところから、飼育が始まった。
箱根の水族館では、バイカルアザラシの生息地バイカル湖同様に冬は冷え込む。気温差のため、アザラシのプールから水蒸気が立ち上ることがある。2008年冬、雪が降った日に、飼育員・富江亮輔は、湯気の中でビリーが目を細めているさまを見て、まるで人が温泉に浸かっているようだと思い、「温泉の格好をさせたら、かわいいのでは」と、簡単な演技をさせることを思いついた。水族館では2008年4月から日本で初めてバイカルアザラシのショーを開催していた。
2008年10月、飼育員は警戒心の強いバイカルアザラシの群れの中で、最も人に慣れているビリーに演技を教えることにし、まずビリーに小さなボールを抱えさせることからはじめる。ビリーは前脚でものを持つことを知らなかったが、小さなボールはすぐに覚えた。次に大きなボールを抱えさせようとしたが、小さなボールの場合に比べ、持とうとするとボールが逃げてしまうため、ビリーはできなかった。しかし、飼育員が根気強く繰り返すと、次第にビリーは大きなボールをも覚えた。
そして、桶を抱えさせようとしたが、おけはボールよりもさらに大きく、形も異なるため、ビリーはおけのふちに前脚が当たってしまい、うまく持つことができない状態が続いた。しかし、飼育員があきらめずに日々訓練を重ねると、ついにビリーはコツをつかみ、手を大きく広げて、おけを横から抱えることを覚えた。また、ビリーの頭の上に手拭（てぬぐい）を置くのを覚えさせることも難航した。最初に直径15cmほどの輪を使って、頭に物を乗せる訓練をして馴れさせ、その後、手拭いに移行した。ビリーは10分ほどしか集中力が続かないため、これを根気よく繰り返し、温泉アザラシの演技の習得に約3カ月かかったという。
このようにして、2009年1月に温泉芸としてデビューした。2009年2月に大手紙がビリーを報じると、その演技は評判となり、テレビにも放送され、水族館は客足が伸びた。
水族館では動物に無理がないように、動物が嫌がるなら訓練をしないため、逆に飼育員との関係が良好で、これが名演技の「温泉芸」につながった。また、動物が嫌がるなら演技を教えないために、好き嫌いのある“気分屋”のビリーが覚えた演技は「温泉芸」のみである。なお、水族館では演技を教えることを通じて、アザラシの健康管理までも行えるようになっている。
2025年1月現在、ビリーはショーを引退して、バックヤードで飼育されている。

### 性格
気が強く、イタズラ大好きのガキ大将。陸上であおむけで寝ていることもあるほど警戒心は薄く、誰とでも仲良くなれる性格である。しかし気分屋で、得意技はサボることと紹介されている。
また、好奇心は人一倍旺盛だが臆病でもあるため、はじめて見たたらいを怖がったという。

### 仲間
全6頭のバイカルアザラシのうち、2011年まではビリーしか“温泉アザラシ”の演技ができなかったが、その後、2頭のバイカルアザラシが演技をできるようになり、「温泉トリオ」として三頭揃っての温泉アザラシの演技を披露するようになった。新たに加わったのは、雄の「アイス」と「アッシュ」である。
過去、アイスは、ビリーに嫉妬したのか、ビリーの手拭をくわえ去り、演技の邪魔をしたこともあるという。
2025年1月現在、箱根園水族館で飼育されているのはバイカルアザラシの「アッシュ」と、メスのゴマフアザラシの「ぼたん」と「ひまわり」の3頭である。

### 特記
- 水族館内には「温泉アザラシ・ビリーの像」が存在する[14]。
- 箱根園内にはビリーにちなんだ「温泉アザラシパン」が販売される[15]。